# Yellow Sky
Yellow Sky (bra: Céu Amarelo; prt: Cidade Abandonada) é um filme estadunidense de 1948, do gênero bangue-bangue, dirigido por William A. Wellman, com roteiro de Lamar Trotti baseado no romance (inédito) Yellow Sky, de W. R. Burnett.
A história, que se acredita ter sido inspirada na peça teatral A Tempestade, de William Shakespeare, seria refilmada em 1967, The Jackals.

## Sinopse
Ladrões de banco se escondem numa cidade fantasma, onde encontram um velho garimpeiro e sua neta. Quando descobrem que o velho encontrou ouro na região, resolvem roubá-lo. Seria um plano perfeito, se o líder do bando, Stretch, não se apaixonasse pela neta do garimpeiro.

## Elenco
- Gregory Peck .... James "Stretch" Dawson
- Anne Baxter .... Mike
- James Barton
- John Russell as Lengthy
- Richard Widmark .... Dude
- Charles Kemper[7]